# Distrito de Ocobamba (La Convención)
El distrito de Ocobamba es uno de los quince distritos que conforman la provincia de La Convención, ubicada en el departamento del Cuzco,  bajo la administración el Gobierno regional del Cuzco.
Desde el punto de vista jerárquico de la Iglesia católica forma parte de la Vicariato Apostólico de Puerto Maldonado

## Historia
Fue creado mediante Ley del 2 de enero de 1857 durante el gobierno del Presidente Ramón Castilla.

## Geografía
Abarca una superficie de 840,93 km².
Su capital es el poblado de Ocobamba situado a los 1 543 m s. n. m., el mismo que fue designado mediante ley  12301 del 3 de mayo de 1955, con la categoría del pueblo. En la actualidad, la capital se encuentra ubicada en el poblado de Ocobamba.
Centros Poblados
- Kelcaybamba
- San Lorenzo
- Versalles

## Autoridades

### Municipales
- 2015-2018[2]
  - Alcalde: Paulino Minauro Villavicencio del Partido Democrático Somos Perú (SP).
  - Regidores: Valentín Bernal Pilco (SP), Uriel Callapiña Bustamante (SP), Elio Ramos Paucar (SP), Ambrocia Abendaño Ccoscco (SP), Virgilio Valverde Villavicencio (FIA).
- 2011-2014[3]
  - Alcalde: Álex Curi León, del Partido Acción Popular (AP).
  - Regidores: Alejandro Zúñiga Palomino (AP), Zenaida Sequeiros Salas (AP), Nicolás Gamio Huacac (AP), Wilian Quispe Quispitupa (AP), Víctor Escalante Abarca (Somos Perú).
- 2007-2010
  - Alcalde: Gladys Montalvo Paucar.

### Policiales
- Comisaría
  - Comisario: Sgto. PNP .

### Religiosas
- Vicariato apostólico de Puerto Maldonado
  - Vicario apostólico: David Martínez de Aguirre Guinea, O.P. (2014 - )
- Parroquia
  - Párroco: Pbro.  .

## Festividades
- Virgen del Carmen.
- Santísima Cruz.